# Михаил II (патриарх Константинопольский)
Патриарх Михаил II (греч. Μιχαήλ Β ум. 1147) - патриарх Константинопольский, занимавший свой пост на протяжении трёх лет. (1143-1146)
Предшественником Патриарха Михаила II был Патриарх Лев Стипп, а его преемником был Патриарх Косма II Аттик.

## Биография
В течение нескольких месяцев после смерти патриарха Льва Стиппа, патриарший престол оставался вакантным, поскольку император Иоанн II Комнин участвовал в походе в Киликию.
Получив смертельную рану во время охоты, он передал власть своему четырёхлетнему сыну Мануилу I Комнину, вместо его старшего брата Исаака. Приняв на себя управление империей, Мануил Комнин отдал приказ об аресте Исаака и поспешил вернуться в Константинополь.
Вскоре новым патриархом был избран Михаил II. Как сообщают Иоанн Киннам и Никита Хониат, Патриарх Михаил II был известен добродетельной жизнью; он превосходно знал Священное Писание, хотя и не имел хорошего светского образования.
Михаил II совершил коронацию Мануила I в августе 1143 года.
Сохранилось письмо на имя Михаила II, написанное Иоанном Цецем, составленное от лица некоего почитателя патриарха. В этом письме, которое датируется 1143 годом, автор отмечает великодушие Михаила и просит благословить его.
Во время патриаршества Михаила II были проведены важные судебные процессы. В 1143 году, Собор под председательством Михаила рассмотрел дело двух епископов из Каппадокии, Леонтия и епископа Балбиссы, которые согласно обвинению, выдвинутому Василием, были рукоположены с нарушнием канонических норм.
Собор признал их архиерейские хиротонии недействительными.
В окт. 1143 года также  рассматривалось дело по обвинению Климента и Леонтия в ереси богомильства, подсудимые были признаны виновными и анафематствованы. Тогда же был осужден и выступивший в их защиту Нифонт.
Окончательное утверждение приговора состоялось в 1144 году. Присутствие на соборных заседаниях императора и чиновников свидетельствовало не только о важности рассматриваемых вопросов, но и об особой роли, которую Мануил I Комнин стремился играть в церковных делах.
Возможно, последнее обстоятельство способствовало тому, что в марте 1146 года Михаил покинул патриарший престол и удалился в монастырь. При этом Никита Хониат называет отречение Михаила добровольным и связывает его с желанием вернуться к аскетической жизни, которую тот вел до избрания.
Скончался в 1147 году.